# Houston Dynamo FC
Houston Dynamo je fotbalový klub hrající americkou Major League Soccer. Byl založen v roce 2005, v MLS působí od sezony 2006.
Klub 2x vyhrál MLS, v letech 2006 a 2007.

## Úspěchy
- 2× MLS Cup: (2006, 2007)
- 1× MLS Supporters' Shield: (2008)
- 2× Callifornia Challenge Cup: (2006, 2007)
- 1× Texas Pro Soccer Festival: (2008)
- 1× Dynamo Charities Cup: (2009)